# Университетская церковь Харьковского университета
Университе́тская Анто́ниевская це́рковь, храм Ха́рьковского университе́та во имя Свято́го Анто́ния — домовая церковь Харьковского императорского университета в честь преподобного Антония Великого. Основана в 1823 году, освящена 17 января 1831 года. Упразднена в 1917 году.

## История
Университетская церковь была заложена 17 января 1823 года. Освящена 25 апреля 1831 года:127.

## Богослужения и проповеди
Ещё до сооружения церкви, проповеди для истолкования Евангелия студентам Харьковского университета с 1817 года по воскресным и праздничным дням читал протоиерей Афанасий Могилевский, который с 1819 года являлся профессором университета и заведующим университетской кафедрой богословия:301.
После открытия храма традиции проповеди читались настоятелями церкви Святого Антония в день храмового праздника в университетской церкви и годичного акта в Императорском Харьковском университете, а также по случаю начала учебного года и календарно-обрядовых праздников. Было также введено новшество чтения проповедей в честь государственных праздников (коронация, миропомазание, дни рождения монархов и др.), сформировавшееся в начале XIX век и соблюдавшееся в церкви Святого Антония:301-302.
С 1909 года протоиереем храма был известный богослов Николай Семёнович Стеллецкий.

## Композиция
Антониевский храм представляет собой сооружение зального типа с апсидой, перекрытой цилиндрическим сводом на востоке. Параллельно северной и южной наружным стенам расположены два ряда колонн дорического ордера, c восточной стороны они объединены колоннадой, которая выстроена по замыкающей перспективу центральной части помещения радиальной линии. Галереи сооружения опираются на колонны, которые расположенные по осям простенков окон. Они охватывают центральный широкий неф и выходят на второй уровень центрального объема здания. Вход в университетскую церковь располагался на главной поперечной оси всего здания со стороны входного вестибюля. Две винтовые лестницы, ведущие на хоры с западной стороны церкви, фланкируют вход:127